# Steinfeld (Pfalz)
Steinfeld település Németországban, Rajna-vidék-Pfalz tartományban. Lakosainak száma 1909 fő (2023. december 31.). Steinfeld Wissembourg községgel határos.

## Népesség
A település népességének változása:
| Lakosok száma | 1780 | 1844 | 1802 | 1815 | 1786 | 1897 | 1909 |
|               | 1975 | 2015 | 2017 | 2019 | 2021 | 2022 | 2023 |